# マイケル・クリム
マイケル・ジョージア・クリム（Michael George Klim、1977年8月13日 - ）は、オーストラリアの男子競泳選手。種目は自由形とバタフライ。ポーランド・グディニャ出身。

## 経歴
生後すぐにポーランドからインドに移住、ハンブルク、トロントを経て1989年に11歳でメルボルンに移住する。
1995年のオーストラリア短水路選手権50mバタフライに優勝して注目を集め、1996年アトランタオリンピックの代表になり、メドレーリレーで銅メダルを獲得する。
1997年には100mバタフライで世界記録を樹立し、オーストラリアの最優秀選手に選ばれる。地元で開催された1998年世界選手権では7種目に出場して、金メダル4個、銀メダル2個、銅メダル1個を獲得。
2000年シドニーオリンピックでは金メダル2個、銀メダル2個を獲得、第一泳者で出場した4×100mフリーリレーではアレクサンドル・ポポフの持つ世界記録を100分の3秒更新する48秒18をマークした（3日後にピーター・ファン・デン・ホーヘンバンドによって更新された）。
故障にも悩まされ2002年から2003年まで休養し、2004年アテネオリンピックではリレー要員での出場になり4×200mフリーリレーの銀メダル1つに終わった。
地元開催の2007年世界水泳選手権を最後に現役を引退した。